# Copitarsia felix
Copitarsia felix là một loài bướm đêm trong họ Noctuidae.